# Constant Montald

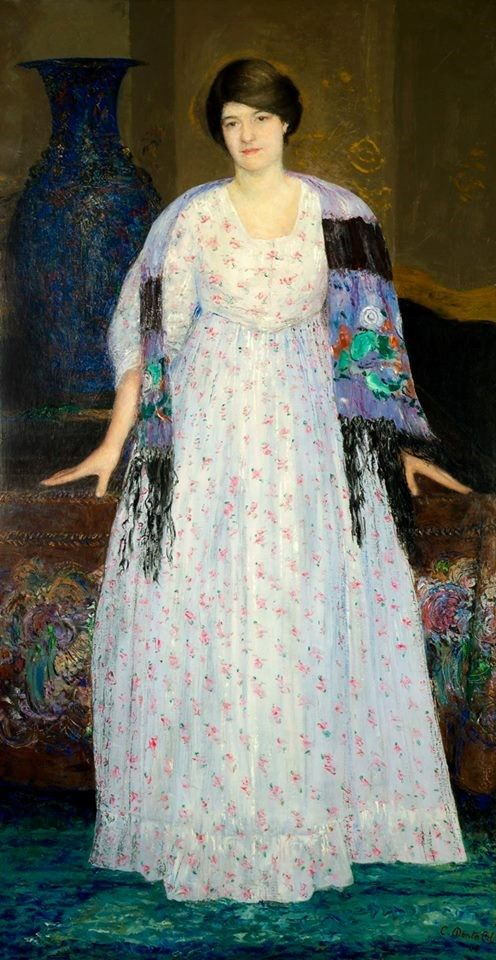
Porträt von Gabrielle Montald, geb. Canivet

Constant Montald (* 4. Dezember 1862 in Gent; † 5. März 1944 in Woluwe-Saint-Lambert/Sint-Lambrechts-Woluwe) war ein belgischer Maler, Bildhauer und Kunstpädagoge.
Constant Montald lernte ab 1874 dekorative Malerei in der Gewerbeschule in Gent. Abends besuchte er die Académie royale des beaux-arts de Gand. 1885 erhielt er von der Akademie einen ersten Preis und ein Reisestipendium, das ihm das Studium an der Pariser Kunstakademie ermöglichte.
Auf der Genter Messe stellte er 1886 sein erstes großformatiges Werk „La lutte humaine“ (Der menschliche Kampf) aus. Dank dem 1886 erhaltenen belgischen Prix de Rome verbrachte er drei Jahre von 1888 bis 1891 in Italien und Ägypten. Interessiert an Jean Delvilles idealistischen Theorien, stellte er 1896 auf der ersten idealistischen Kunstmesse aus. Am 9. August 1892 heiratete Constant Montald Gabrielle Canivet (1867–1942) in Gent. Seine Frau war selbst Künstlerin und Mitglied der Société Les Arts de la Femme.
Von 1896 bis 1932 war er Professor für dekorative Malerei an der Académie royale des Beaux-Arts de Bruxelles und bildete die Künstler des Surrealismus René Magritte und Paul Delvaux aus.
Er nahm 1906 an der Wiener Secessionsausstellung teil, erhielt eine Goldmedaille auf der Weltausstellung Mailand 1906. 1925 war er auf der Kunstgewerbeausstellung in Paris vertreten. Montald war Gründungsmitglied der Gruppe „Art Monumental“.
1926 wurde er korrespondierendes und 1934 volles Mitglied der Académie royale des Sciences, des Lettres et des Beaux-Arts de Belgique.